# Bielefelder Kinderchor
Der Bielefelder Kinderchor war ein überregional bekannter Kinderchor in Bielefeld. Gegründet wurde er 1932 von Friedrich Oberschelp (1895–1986). In den 1960er Jahren übernahm dessen Sohn Jürgen (* 1938) den Kinderchor und leitet ihn bis zu seiner Auflösung.
Die Kinder wurden im Alter von 10 Jahren aufgenommen, wobei die Jungen den Chor wegen des Stimmbruchs früh verlassen müssen.
Eine besondere Tradition hatten die alljährlichen Weihnachtskonzerte in der wegen ihrer Akustik berühmten Rudolf-Oetker-Halle in Bielefeld.
Die letzten Konzerte dieser Art fanden 2013 statt.
Auslandsreisen führten den Chor in viele europäische Länder (u. a. Österreich, Ungarn, Tschechien, Polen, England, Schweiz), nach Asien (u. a. Japan, Türkei) und in die USA.
Die Pflege des alten Volksliedgutes im Rahmen des zeitgenössischen Chormusiklebens war eines der wichtigsten Ziele.
Jährlich wurden bis zu 100 Jungen und Mädchen in den Chor aufgenommen. Sie kommen aus den vierten Grundschulklassen und beginnen in einem Vorkursus. Einige von ihnen ergänzen von Anfang an den Konzertchor.
Seit dem Jahr 2016 sind keine öffentlichen Auftritte des Chores mehr bekannt. 2019 wurde die Auflösung des Chors beschlossen, 2022 wurde sie abgeschlossen.

## Diskografie (Auswahl)
- Das Weihnachtskonzert des Bielefelder Kinderchores. BMG Ariola, München [u. a.] [2003] (Produktionsjahr 1966)
- Der Bielefelder Kinderchor – Das grosse Jubiläumskonzert. BMG Ariola, Hamburg / München [1995] (Produktionsjahr 1982)
- Aus fernen Himmelsweiten.
- Lieder zur Winter- und Weihnachtszeit.
- Lieder zur Weihnacht.
- Stille Nacht, heilige Nacht.
- 75 Jahre Bielefelder Kinderchor 2007